# Episodi di Provaci ancora prof! (prima stagione)

Il logo della prima stagione

La prima stagione della serie televisiva Provaci ancora prof andò in onda in prima visione su Rai Uno dal 6 novembre 2005 al 14 novembre 2005.
| nº | Titolo                    | Prima TV Italia  |
| -- | ------------------------- | ---------------- |
| 1  | Il regalo di Babbo Natale | 6 novembre 2005  |
| 2  | Un amore pericoloso       | 7 novembre 2005  |
| 3  | Una piccola bestia ferita | 13 novembre 2005 |
| 4  | La mia compagna di banco  | 14 novembre 2005 |

## Il regalo di Babbo Natale
- Diretto da: Rossella Izzo
- Scritto da: Dido Castelli, Margherita Oggero e Anna Samueli

### Trama
Camilla Baudino è un'insegnante di lingua e letteratura italiana dell'istituto tecnico commerciale statale Leonardo Fibonacci di Roma. È felicemente sposata con Renzo, un architetto di qualche anno più grande lei: i due hanno una figlia di otto anni, Livietta. Una mattina, arrivata a scuola, Camilla trova i suoi alunni ed i suoi colleghi nel cortile, che cercano di allontanare un cane all'apparenza molto aggressivo. Camilla riesce a sedarlo e scopre che è ferito; una sua allieva, Sammy Lo Bue, lo riconosce come Hulk, il cane di un suo amico, Nicola Esposito, ex-studente del "Fibonacci", ma fa promettere alla professoressa di non dirlo a nessuno. Indagando sul conto di Esposito, Camilla scopre dai colleghi che il ragazzo era un tipo ribelle e che si è ritirato dalla scuola dopo aver incendiato i registri. Quella sera Sammy si presenta a casa di Camilla e la convince ad accompagnarla a casa di Nicola, allarmata dal fatto che il ragazzo non risponde alle sue telefonate. Giunte all'appartamento, però hanno una brutta sorpresa: Nicola è morto. Le due chiamano la polizia e così Camilla fa la conoscenza del commissario Gaetano Berardi. La mattina seguente, Sammy chiede alla prof di aiutarla a trovare gli assassini di Nicola e dopo una prima esitazione, lei accetta. Grazie a Dingo, un suo ex alunno, Camilla riesce ad entrare nel centro sociale frequentato da Nicola e scopre che il ragazzo era fidanzato con Marta, una giovane tossicodipendente. Da qui Camilla comincia la sua prima indagine, scontrandosi con i pareri del commissario e con lo scetticismo del marito. Alla fine però sarà lei a salvare Marta da due brutti tipi, gli stessi che hanno pestato a morte Nicola, e porterà ai ragazzi del centro sociale Hulk, il regalo di Babbo Natale.
- Altri interpreti: Myriam Catania (Marta), Sabina Began, Tommaso Busiello, Domenico Crescentini, Igor De Vita
- Ascolti: telespettatori 7 528 000 – share 29,78%[1]

## Un amore pericoloso
- Diretto da: Rossella Izzo
- Scritto da: Dido Castelli, Margherita Oggero e Anna Samueli

### Trama
Gli allievi di Camilla protestano contro uno degli insegnanti, Mazzeo, da qualche tempo sempre nervoso ed irritabile. Quando l'uomo scompare, Camilla viene convinta dalla sua collega Vanda, alla quale Mazzeo aveva chiesto un prestito, a cercarlo. Nel frattempo la Baudino viene a conoscenza del fatto che la polizia reputa Mazzeo l'assassino di un usuraio e la situazione si aggrava quando viene ucciso il titolare di un pub frequentato dal professore. Camilla quindi si avvicina al commissario e i due si trovano molto in sintonia; inoltre Camilla scopre che Berardi frequenta la sua amica Bettina.
- Altri interpreti: Emilio De Marchi (Vladimir Leskov), Sabina Began, Alexandra Dinu
- Ascolti: telespettatori 6 725 000 – share 24,54%[2]

## Una piccola bestia ferita
- Diretto da: Rossella Izzo
- Scritto da: Dido Castelli, Margherita Oggero e Anna Samueli

### Trama
Nel palazzo dove abita la professoressa Baudino, Karin Levrone, una giovane ragazza ribelle, scompare misteriosamente. Camilla viene colpita dalla vicenda perché dà ripetizioni al fratello di Karin e conosce sua madre, una donna molto remissiva. Successivamente si scopre che anche il ragazzo di Karin, figlio del socio di suo padre, è scomparso nel nulla e per di più alle famiglie arriva una richiesta di riscatto. La professoressa si ritrova coinvolta in un caso di rapimento e la sua testardaggine la spingerà oltre i suoi limiti.
- Altri interpreti: Lavinia Guglielman (Karin Levrone), Gabriele Trentalance (Skip), Roberta Fregonese (signora Levrone), Paolo Buglioni
- Ascolti: telespettatori 7 838 000 – share 31,75%[3]
- Nota: In questo episodio, durante una lezione nella classe di Camilla, viene citato il libro Ifigenia di Euripide.

## La mia compagna di banco
- Diretto da: Rossella Izzo
- Scritto da: Dido Castelli, Margherita Oggero e Anna Samueli

### Trama
Ad un ritrovo di ex compagni di classe, Camilla ritrova Virginia De Carolis, la sua vecchia compagna di banco. Le due decidono di restare in contatto e fissano un appuntamento. La gioia dell'essersi ritrovate scompare però quasi subito, perché il ricchissimo marito di Virginia, Simone Chiorino, viene trovato morto nel suo ufficio. I sospetti cadono immediatamente su Virginia, che stava per ottenere il divorzio dal marito e la faccenda si complica quando la stessa Virginia si dichiara colpevole. Camilla non può credere che la sua vecchia amica sia un'assassina e perciò tenta di vederci chiaro, riuscendo ovviamente a scoprire la verità.
- Altri interpreti: Raffaella Bergé (Virginia De Carolis), Gabriele Bocciarelli (Tommaso), Kaspar Capparoni (Edoardo Sovena), Gianna Paola Scaffidi (Ornella Grifoni), Edoardo Velo (Filippo Chiorino), Maura Leone
- Ascolti: telespettatori 8 070 000 – share 29,96%[4]